# U1 (линия метрополитена Франкфурта-на-Майне)
U1 — линия метрополитена Франкфурта-на-Майне.
Первый участок первой линии построили в 1968 году и она шла от «Южного вокзала» до станции «Гауптвахта».
С 2012 года эта линия от станции «Гиннхайм» до станции «Хеддернхаймер Ландштрассе» с линии метротрама U9. От станции «Цайльвер» через станцию «Хеддернхайм» до станции «Южный вокзал» линия метро U3 и линия метротрама U8. И от станции «Хеддернхайм» до станции «Южный вокзал» проходит линия U2.

## Станции
- Гиннхайм
- Ниддапарк
- Рёмерштадт
- Северо-западный центр
- Хеддернхаймер Ландштрассе
- Цайльвег
- Хеддернхайм
- Вайсер штайн
- Линдербаум
- Хюгельштрассе
- Фриц-Тарно-штрассе
- Дорнбуш
- Микуель-Адиккесаллее
- Хольцхаузенштрассе
- Грюнебургвег
- Эшенхаймер тор
- Хауптвахе
- Вилли-Брандт-плац
- Швайцер плац
- Южный вокзал